# Vasudeva I

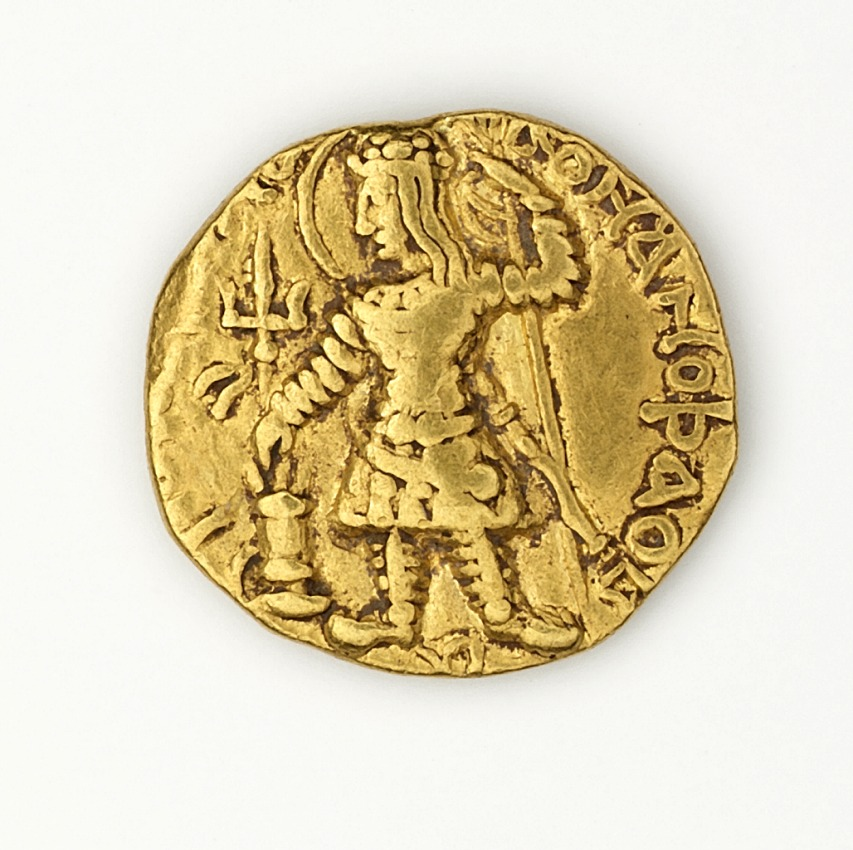
Moneda d'or de Vasudeva I o II.
Davant: Vasudeva amb un gran elm, i portant un ceptre, fent una ofrena en un altar; la llegenda és en grec amb una lletra kuixan (la Ϸ equivalent a "sh"): ϷΑΟΝΑΝΟϷΑΟ ΒΑΖΟΔΗΟ ΚΟϷΑΝΟ ("Shaonanoshao Bazodeo Koshano"): "rei de reis, Vasudeva el Kuixan".
Revers: ΟΗϷΟ (oesho), una fusió del zoroastrià Vayu i l'hindú Siva, portant el ceptre tridentat amb el brau Nandi. Monograma (tamgha) a l'esquerra.

Vasudeva I (Bactrià o kuixan-bactrià: ΒΑΖΟΔΗΟ "Bazodeo", xinès: 波調 "Bodiao") fou un emperador kuixan, el darrer dels anomenats "Grans Kuixans". Les inscripcions que l'esmenten daten entre el 64 i el 98 de l'era de Kanishka, per lo que el seu regne es va estendre almenys del 191 al 232. La darrera inscripció del seu predecessor Huvishka data de l'any 69 (o sigui el 187 de l'era cristiana) i les fonts xineses deixen suposar que Vasudeva encara governava el 229. El final del seu regnat va coincidir amb la invasió dels sassànides cap al nord-oest de l'Índia i l'establiment dels Indo-Sassànides o Kuixanxahs vers el 240.
El nom Vasudeva és el nom del pare de Krishna, el popular déu hindú. Vasudeva I fou el primer rei kuixan anomenat per un déu hindú. Es va convertir el hinduisme durant el seu regnat

## Contactes amb Xina
A la crònica històrica xinesa Sanguozhi (三國志), s'esmenta que va enviar tribut a l'emperador de la Xina Cao Rui de la dinastia Wei el 229 (3r any de Taihe 太和), : :"El reu dels Da Yuezhi, Bodiao (波調) (Vāsudeva), va enviar un ambaixador a presentar tribut al emperador i aquest li va concedir el títol de "rei dels Da Yuezhi i gran amic dels Wei (魏)"." (Sanguozhi)
Fou el darrer sobirà kuixan a ser anomenat a les cròniques xineses. El seu govern coincideix amb la retirada xinesa de l'Àsia central i s'especula que Vasudeva hauria cobert el buit de poder deixat pels xinesos a aquesta zona. La gran expansió del grup budista Dharmaguptaka per Àsia Central en aquest període, també es relaciona amb aquest fet.

## Sant Tomàs
Vasudeva seria el rei indi que va retornar les relíquies de l'apòstol Tomàs des de Mylapore, Índia el 232, moment en què va ser escrita l'obra "Actes de Tomàs" en llengua siríaca. Les relíquies foren traslladades triomfalment a Edessa a Mesopotàmia; el rei indi és anomenat "Mazdai" a les fonts siríaques, "Misdeos" en grec i Misdeus en llatí, nom que ha estat connectat amb el "Bazdeo" de les monedes kuixan de Vasudeva, ja que el canvi de B per M fou corrent a les fonts clàssiques pels noms indis
Rabban Sliba va dedicar un dia especial al rei indi (i família) i a Sant Tomàs: "Coronatio Thomae apostoli et Misdeus rex Indiae, Johannes eus filius huiusque mater Tertia" 
("Coronació de Tomas l'Apòstol i Misdeu rei de l'Índia junt amb el seu fill Joan/Johhannes (que podria ser una llatinització del nom indi Vizan) i la seva mare Tèrtia"